# Sie heirateten in Gretna Green
Sie heirateten in Gretna Green ist ein deutscher Dokumentarfilm von Fritz Illing aus dem Jahr 1965.

## Handlung
Ein junges West-Berliner Ehepaar fängt jeden Morgen bereits um drei Uhr an zu arbeiten. Die Frau steht bereits um zwei Uhr auf, da sie fast eine Stunde zum Ordnen ihrer Haare benötigt. Beide tragen um diese Zeit Zeitungen aus, wofür sie etwa 300 Mark Brutto im Monat bekommen. Nach Abschluss dieser Tätigkeit geht die Frau ihrem Hauptberuf als Fotolaborantin nach. Ihr Mann bleibt zu Hause und übernimmt die Pflege des gemeinsamen Kindes. Bevor das Kind geboren wurde, war er als Kohlenträger beschäftigt. Da er dort aber nicht mehr verdiente, als seine Frau, einigten sich beide, dass er zu Hause bleiben würde. Doch er hat nicht nur mit seinem Kind zu tun, sondern hat außerdem noch eine Hauswartstelle, die auch noch einige Zeit in Anspruch nimmt.
Aus dem Off sind alternierend ihre Aussagen zu Lebensweg, Beruf und Plänen zu hören, während die Kamera abwechselnd der jungen Frau oder dem jungen Mann folgt.
Kennengelernt haben sie sich beim Kohlenhändler, bei dem die Stiefmutter der jungen Frau Kundin war. So haben sie sich im Lauf der Zeit lieben gelernt. Nur ihre Stiefmutter hatte etwas gegen die Heirat der beiden und ohne ihr Einverständnis durfte die noch Minderjährige nicht heiraten. So kamen sie auf die Idee, in dem bekannten schottischen Hochzeitsort Gretna Green die Ehe zu schließen, wo diese Erlaubnis nicht erforderlich ist, das liegt nun 27 Monate zurück. Außer der Waschmaschine haben sie alle Anschaffungen bezahlt. An den Sonntagen tragen sie gemeinsam Zeitungen aus, um sich den Rest des Tages umeinander und ihren Sohn zu kümmern. Ihre Zukunftspläne liegen darin, sich entweder ein Fotogeschäft oder ein Zeitungsgeschäft zu kaufen.

## Produktion und Veröffentlichung
Sie heirateten in Gretna Green wurde als Schwarzweißfilm in West-Berlin gedreht.
Die die erste nachweisbare Aufführung fand im Februar 1965 während der Westdeutschen Kurzfilmtage in Oberhausen statt.

## Auszeichnungen
- 1965: Deutscher Filmpreis: Filmband in Silber